# Bijele ruže
Bijele ruže, je drugi album koji je izdala popularna hrvatska pjevačica Maja Blagdan. 
Album se sastoji od 10 pjesama a izašao je 1994., a to su: 
1. Bijele ruže

2. Cura za sve
 
3. Tajno
 
4. Rajski cvit

5. Ja vjerujem u te

6. Ti si čovjek moj

7. Leti golube
 
8. Marinero

9. Sveta majko

10. Anđele moj.